# 5334 Mishima
5334 Mishima (1991 CF) là một tiểu hành tinh vành đai chính được phát hiện ngày 8 tháng 2 năm 1991 bởi Akiyama và Furuta ở Susono.